# جنوبی‌گلمیخ‌ماهی‌ها
جنوبی‌گلمیخ‌ماهی‌ها (نام علمی: Austrofundulus) نام یک سرده از راسته کپوردندان‌ماهی‌سانان است.